# الكسندر ويليام فرنسيس بانفيلد
الكسندر ويليام فرنسيس بانفيلد هو أحيائي كندي، ولد في 12 مارس 1918، وتوفي في 8 مارس 1996.